# Awit Reniger
Awit Reniger (ros. Авит Момертович Ренигер, ur. 1853, zm. 11 stycznia?/24 stycznia 1907 w Wilnie) – polski lekarz, praktykował w Wilnie i Szyrwintach. 
Syn Mamerta. Ukończył Akademię Medyko-Chirurgiczną w Sankt Petersburgu i 13 kwietnia 1883 otrzymał tytuł doktora medycyny po przedstawieniu pracy K' patologičeskoj anatomii kostnogo mozga pri otravlenii fosforom. Praca dotyczyła zmian patologicznych wywołanych zatruciem białym fosforem wywołanych doświadczalnie u psów i obserwowanych u samobójców. Praca była jedną z pierwszych podejmujących temat epidemii otruć, przypadkowych i zamierzonych, białym fosforem używanym wówczas do produkcji zapałek.
Zmarł nagle w styczniu 1907, pochowany jest na cmentarzu przy kościele św. Piotra i Pawła w Wilnie.
Reniger był żonaty z Kamilą z Bejnarowiczów (zm. 1932), ślub odbył się 25 czerwca 1883 w Wilnie w kościele św. Piotra i Pawła. Mieli dwie córki, Janinę (1892–1956) i Irenę (1899–1987).